# 舊世界松針蚜
舊世界松針蚜（学名：Eulachnus agilis）为大蚜科松針大蚜屬下的一个种。